# 金龍寺 (美濃市)
金龍寺(きんりゅうじ)は岐阜県美濃市長瀬にある聖観世音菩薩を本尊とする臨済宗妙心寺派（東海派大雄院下）の寺院。山号は南陽山。

## 歴史
創建年次及び開山不詳の天台宗寺院、東林庵が前身とされる。
寛永2年（1625年）に清泰寺3世の北州祖秀が臨済宗妙心寺派の寺院として中興している。
本堂はその後、文政6年（1823年）に改築している。
寺内には三十三観音堂や文化年間に村内にあったものを移したと伝わる十王堂のほか、7月24日に百灯祭りが行われる地蔵堂や3月21日に大師祭りが行われる弘法堂があり、
中濃八十八ヶ所霊場の三十一番札所となっている。